# Alberto Ruiz Largo
Alberto Ruiz (Madrid, 27 de desembre de 1977) és un futbolista madrileny, que juga de davanter.

## Trajectòria
Es va forjar a les categories inferiors del Reial Madrid. A les files del Colmenar va ser el màxim golejador de Tercera, que va cridar l'atenció de l'Sporting de Gijón. Després de passar pel seu filial, debuta amb el primer equip asturià la temporada 97/98, tot jugant en dos partits a l'any del descens a Segona Divisió. Ja a la categoria d'argent, el madrileny passa a la plantilla sportinguista. En els quatre anys que hi roman no aconsegueix un lloc titular, tot i que disposa de minuts (87 partits amb els asturians).
L'estiu del 2003 marxa al Getafe CF, amb qui sí que es fa un lloc a l'onze titular. Destaca la temporada 04/05, quan el seu equip puja a Primera. El davanter hi va contribuir amb sis gols en 39 partits. A Primera, però, no té continuïtat amb el Getafe, i tan sols hi apareix en dues ocasions.
La temporada 05/06 fitxa per l'Elx CF. Qualla una bona temporada amb els valencians, però les lesions van afectar-lo greument i gairebé el van tindre en blanc dues campanyes.